# Communauté de communes de la Vallée Noble
Die Communauté de communes de la Vallée Noble war eine interkommunale Interessengemeinschaft (Communauté de communes) im französischen Département Haut-Rhin der Region Elsass. Die Organisation umfasste die Gemeinden Gundolsheim, Osenbach, Westhalten und Soultzmatt. Letztere war der Sitz des Gemeindeverbands. Er wurde am 1. Januar 1993 gegründet und zum 1. Januar 2013 aufgelöst. Soultzmatt schloss sich der Communauté de communes de la Région de Guebwiller an, die anderen Gemeinden gehören nun zur Communauté de communes Pays de Rouffach, Vignobles et Châteaux. 